# ホテルノイシュロス小樽
ホテルノイシュロス小樽（ホテルノイシュロスおたる　英：HOTEL NEUSCHLOSS OTARU）は、北海道小樽市にあるリゾートホテル。ノイシュロス（neuschloss）はドイツ語で「新しい城」を意味する。

## 概要
1965年に前身となる『祝津観光ホテル天望閣』が開業、1967年に別館が開業し2棟体制で営業したものの1969年から経営不振に陥り1975年に開業当初からの本館を閉鎖、1981年に佐藤建築設計事務所が買収し1982年にリニューアルを行い別館部分一棟で48室の客室を擁する形とした。
その後ヒルトン小樽等の大型ホテルの台頭もあり債務超過に陥り、2002年に倒産、オーブ株式会社が買収、総工費約10億円をかけリニューアルし『ホテルノイシュロス小樽』として2003年10月1日に開業。M&Aにより2021年10月１日よりノイシュロス・オペレーション株式会社が運営。
外観はウィーンの城を模した形とし、客室は全室露天風呂付きで旧回転レストラン部分にスイートルームを配した。
ニセコ積丹小樽海岸国定公園内に立地し三方を海に囲まれた絶景に聳え立つ全室オーシャンビューとなっている。おたる水族館、祝津パノラマ展望台がすぐ麓にある。また本ホテルが祝津にあることから、客室から見える海は祝津ブルーと呼ばれている。
創作フレンチのレストランは人気が高い。

## 館内
8階
- スイートルーム（2室 ダブル・ツイン各1室）
- ジュニアスイートルーム（1室）
- ロイヤルスイートルーム（1室）

6階
- 展望デッキ

5-3階
- 洋室（各階8室）
- 和洋室（各階5室）

2階
- 洋室（6室）
- 和洋室（9室）

1階
- フロント
- コンシェルジュデスク
- バーラウンジ「Pelre（ペルレ）」
- レストラン「ブラウキュステ」

地下1階
- 露天風呂付き大浴場「眺海 cho-kai」